# Locke Cole
Locke Cole es un personaje de ficción del videojuego de RPG Final Fantasy VI. Es un ladrón, pero para no dañar su reputación, prefiere llamarse a sí mismo "cazatesoros".

## Historia
Locke se enamoró de Rachel, una mujer que vivía en el poblado de Kohlingen. Sin embargo, durante la búsqueda de un tesoro, Rachel se lesionó y sufrió amnesia: no recordaba quién era Locke. A causa de esto, el padre de Rachel le dice a Locke que se marche de la casa y que no vuelva a molestar nunca más a su hija.
Locke vagaba por el mundo con el corazón hecho trizas, y durante su ausencia, Kohlingen fue atacada por el Imperio. Rachel perdió la vida en aquel ataque, pero logró recuperar la memoria unos minutos antes de morir. Su última palabra fue: Locke. Consigue el cuerpo de ella y la encarga con un anciano de la aldea que le da una infusión de hierbas, evitando la descompocición de su cuerpo y que envejezca.
Locke se unió a los Replicantes para vengarse de la muerte de Rachel. Más tarde, Locke conoce a Edgar, y éste se une también al grupo. Edgar era el rey del Castillo de Fígaro y mantenía un pacto de neutralidad con el Imperio. 
Locke se culpaba a sí mismo de la muerte de Rachel y emprendió la desesperada búsqueda de la manera de hacerla volver a la vida. Debido a esto, Locke se propone proteger a Terra hasta que recobre la memoria. Cuando rescata a Celes en Fígaro del Sur, Locke jura protegerla ante cualquier adversidad. Intenta permanecer siempre junto a Celes, quien buscaba a alguien capaz de aceptarla como es, y que no fuera vista sólo como máquina de destrucción.
Locke llegó a tener serias dudas de la fidelidad de Celes hacia los Replicantes en la Laboratorio de investigación Magitek, cuando Kefka recompensa a Celes por haber conducido al grupo hasta aquel lugar. Kefka secuestra a Celes después de herir a sus compañeros, pero Celes cura a Locke, diciendo que ella también quiere protegerle alguna vez.
En el Mundo de la Ruina, Locke se encuentra situado en la Cueva del Fénix en busca de la legendaria magicita del Fénix. Locke tiene la esperanza de poder resucitar a Rachel con él, y librarse de una vez por todas de su culpa. Durante un breve instante, su plan tiene éxito y logra devolverle la vida. Rachel le dice a Locke que la culpa no es suya, Locke se siente esperanzado y decide ayudar a Terra y a sus amigos a derrotar a Kefka.

## Habilidades

### Robar
La habilidad de Locke consiste en que puede robar objetos a sus enemigos. Equipando a Locke con la presea "Brazal de Ladrón", podrá doblar la probabilidad de obtener un objeto, y si además se le equipa el Guante de Ladrón, el comando robar se convertirá en Arrebatar, y podrá atacar y robar al enemigo a la vez.

## Curiosidades
- Locke nació el 24 de noviembre
- El nombre de Locke está basado en el venerado filósofo inglés John Locke, quien propuso que la mente no tiene ideas innatas.
- En cuanto al nombre del personaje, los desarrolladores jugaron mucho con las palabras, ya que Cole es una marca americana que se dedica a la venta de cerraduras (en inglés lock).
- Cuando rescatas a Celes del calabozo donde está encadenada, si llegas disfrazado de soldado, ella te preguntara si no eres demasiado bajo para ser soldado, en clara referencia a Star Wars.

- Datos: Q3835999